# Désiré Vervoort
Pour les articles homonymes, voir Vervoort.
Désiré Jean Léon Vervoort, né à Anvers le 11 avril 1810 et mort à Watermael-Boitsfort le 9 juillet 1886, est un homme politique belge.

## Biographie
Désiré Vervoort est le fils de Joseph Vervoort et de Marie-Thérèse de Tramasure. Il épouse Louise Caroline Françoise van Campenhout, fille de François van Campenhout et de Catherine van der Haegen.

## Fonctions et mandats
- Bâtonnier de l'ordre des avocats de Bruxelles
- Directeur de la Bibliothèque royale de Belgique
- Membre de la Chambre des représentants de Belgique
- Président de la Chambre des représentants : 1860-1863
- Président du comité d'organisation de l'Exposition générale d'art de Bruxelles en 1860
- Président du Cercle artistique et littéraire de Bruxelles
- Président de l'Association internationale pour le progrès des sciences sociales

## Publications
- Pierre-Théodore Verhaegen, Brussel - Leipzig, 1862.
- Rapport présenté à l'assemblée générale du Cercle artistique et littéraire de Bruxelles, Brussel, 1880.

## Sources
- Fernand Remy, Désiré Vervoort, in: Biographie nationale de Belgique, T. XXXVIII, Brussel, 1974.
- Jean-Luc DE PAEPE & Christiane RAINDORF-GERARD, Le Parlement belge, 1831-1894, Brussel, 1996.